# 腰砕け
腰砕け（こしくだけ）とは、相撲の勝負結果。現在82手（2000年12月以降）が定められる決まり手とは別に、相手が技を仕掛けていないときの勝負結果非技の一つであり、体勢を崩して倒れてしまった時に用いられる。公式の決まり手体系の制定当初の1955年（当時は68手＋非技2種）に既に制定されていた。

## 主な腰砕けの事例
いずれも右側の力士が腰砕けとなり左側の力士が勝利。
- 2005年三月場所10日目　北勝力－武雄山
- 2007年五月場所3日目　琴光喜－安美錦
- 2007年七月場所11日目　白鵬－安馬
- 2011年一月場所7日目　佐田の海－芳東
- 2013年五月場所14日目　琴勇輝－栃乃若、松鳳山－琴欧洲
- 2016年七月場所13日目　白鵬－豪栄道
- 2016年十一月場所4日目　日馬富士－碧山
- 2018年七月場所3日目　服部桜－颯雅[1]
- 2018年九月場所7日目　白鵬－遠藤
- 2020年七月場所初日　遠藤－鶴竜[2]
  - 遠藤は金星獲得となった。横綱が腰砕けで敗れるのは史上初。
- 2020年九月場所7日目 琴奨菊－炎鵬
- 2023年一月場所5日目 東俊隆－春雷、玉正鳳－紫雷
- 2024年五月場所7日目 宝富士－水戸龍
  - 水戸龍は宝富士を押し切る目前で左足首を捻り、大ケガ回避のため腰砕けを選択したことを取組後に明かしている。
- 2024年十一月場所14日目 美ノ海－正代[3][4]
- 2025年五月場所11日目 豊昇龍－伯桜鵬

## 他競技の試合での腰砕けの事例
1985年の全日本柔道選手権大会の決勝戦で、山下泰裕が大外刈のフェイントに対戦相手の斉藤仁が大外返を仕掛け、山下が支釣込足に切り替え、斉藤が柔道では技と認められていないために一本が取れない浴びせ倒しに切り替え、山下が背中から倒れた。山下がスリップしてバランスを崩し、自爆で倒れたと主審の神永昭夫が判断したため、斉藤にスコアを与えなかった。

## エピソード
上記から転じ、「大事を前に萎縮したり、前触れもなく物事が駄目になるさま」を指す言葉として用いられることがある。